# 科爾科瓦多國家公園 (智利)

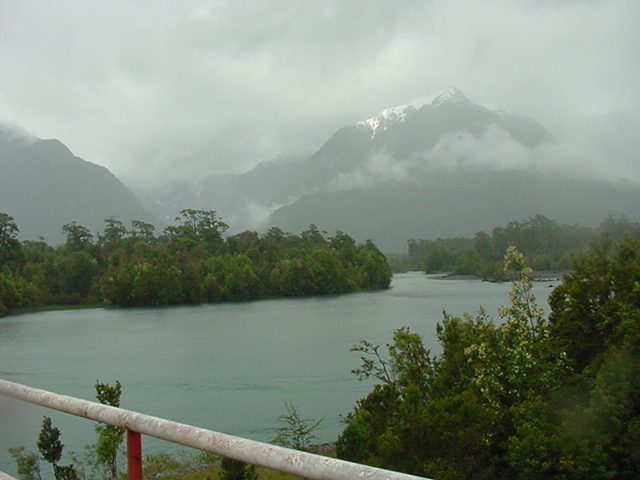

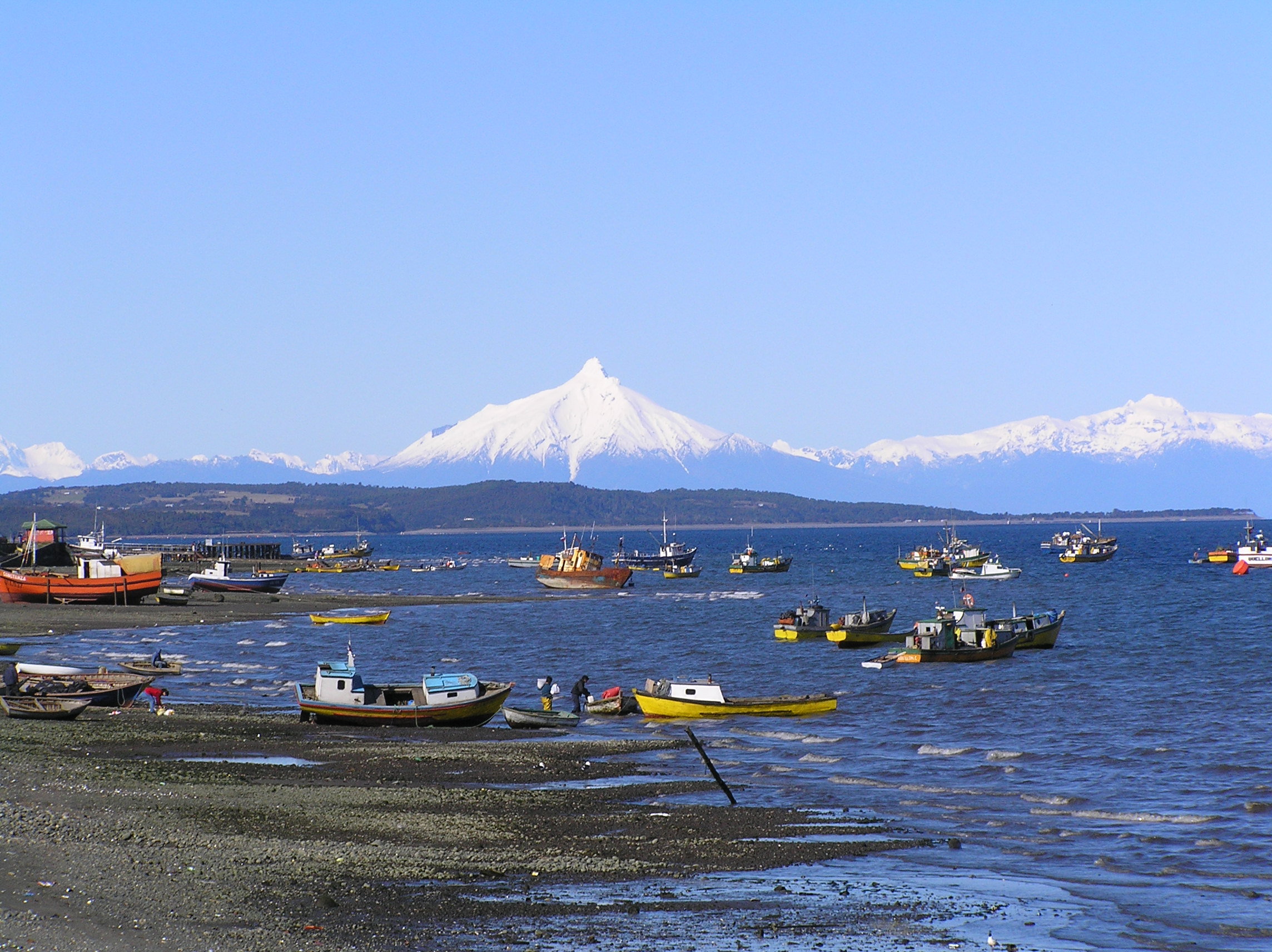

科爾科瓦多國家公園是智利的國家公園，位於該國南部，由湖大區負責管轄，成立於2005年，面積2,096平方公里，是超過18種哺乳類動物和64種鳥類的棲息地。

## 外部連結
- （西班牙文） Parque Nacional Corcovado